# سان سوفور (كيبك)
سان سوفور، كيبك (بالإنجليزية: Saint-Sauveur) هي مدينة كندية تقع في مقاطعة كيبك. تبلغ مساحة هذه المدينة 47.7085 (كم²)، ويبلغ عدد سكانها 9191 نسمة حسب إحصاء سنة 2006 م، بينما كان يسكنها 8122 نسمة في سنة 2001 م. تحتل هذه المدينة المرتبة رقم 417 بين مدن كندا حسب عدد السكان والمرتبة رقم 103 في المقاطعة. النمو سكاني في هذه المدينة يقدر بـ(13.2).

## معرض صور

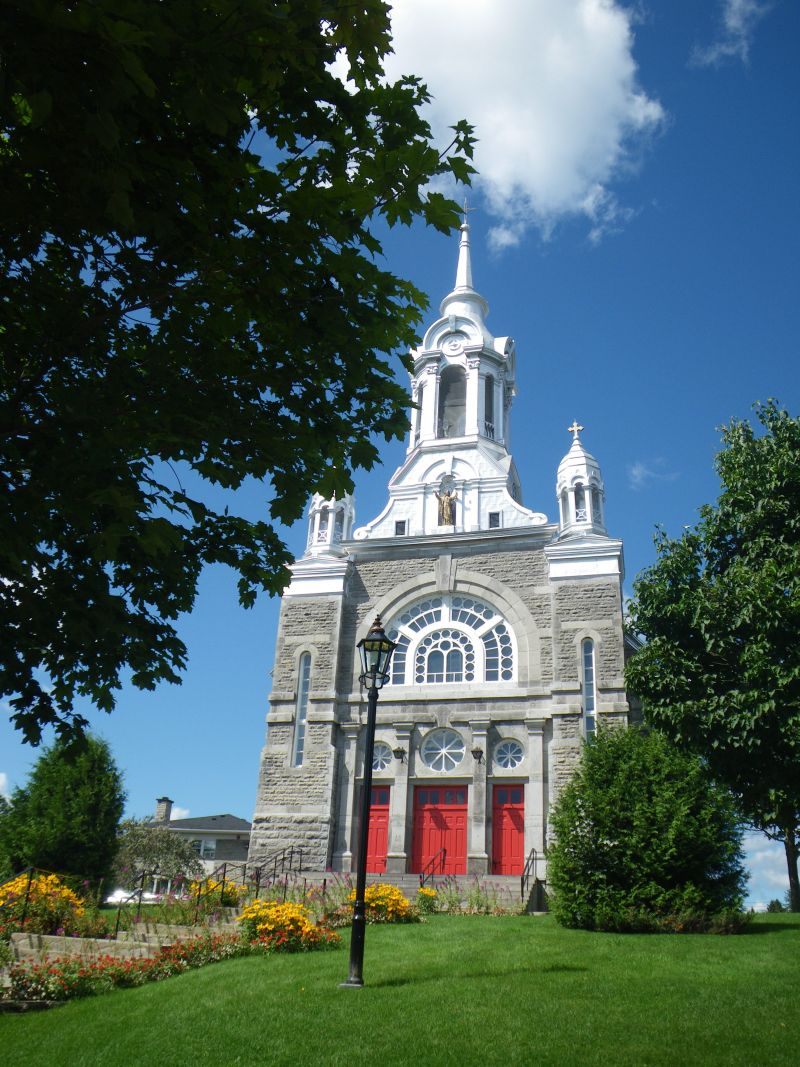
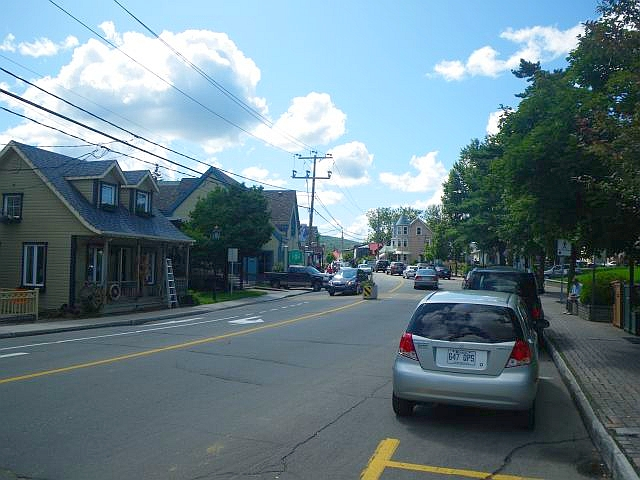
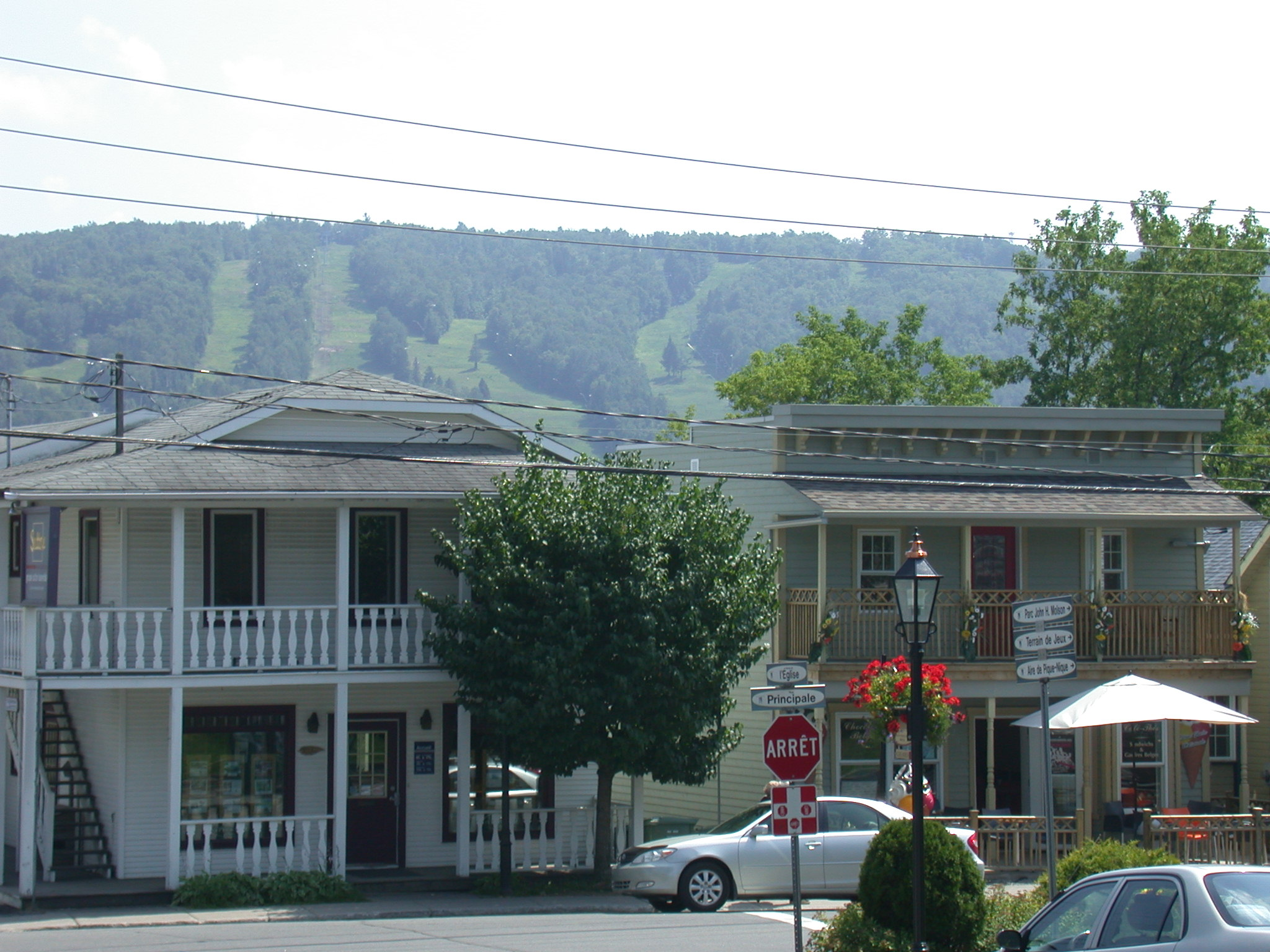

## المراجع

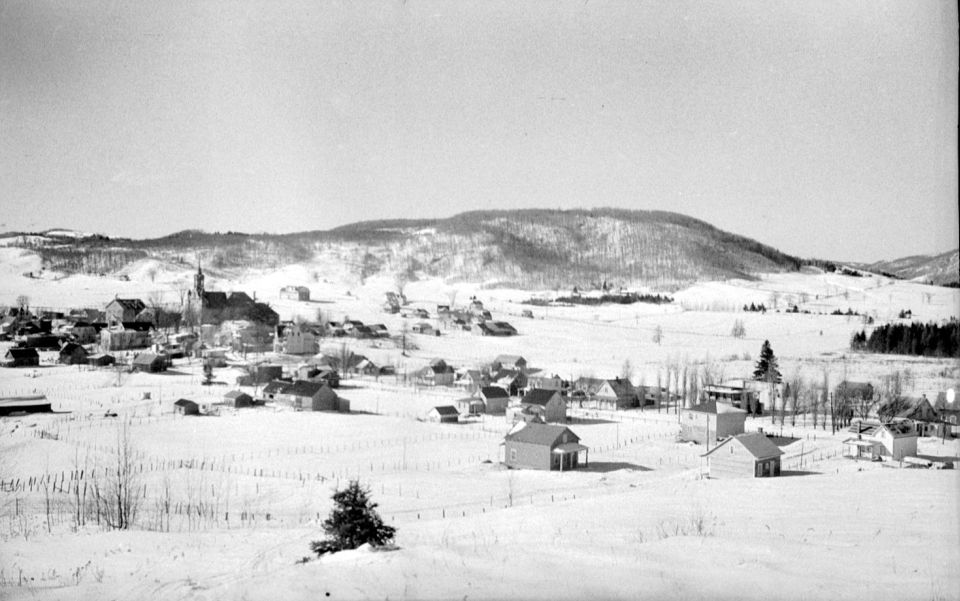
Saint-Sauveur-des-Monts, 1942

## أعلام
- أنجيل أرسينو
- باول دوبويه

## وصلات خارجية
- الأطلس الحكومي لكندا
- إحصاءات كندا مع ساعة تعداد السكان نسخة محفوظة 23 مارس 2008 على موقع واي باك مشين.